# على ظهر المنديل (كتاب)
على ظهر المنديل (حل المشكلات والترويج للأفكار بالصور)، كتاب من تأليف دان روم. أحد أكثر الكتب مبيعاً على المستوى العالمي.
صدرت الطبعة الأولى منه بالعربية عن مكتبة جرير عام 2010.
يقول دان روم عن كتابه: «ليست هناك وسيلة لإثبات أننا نعرف شيئاً ما جيداً أقوى من أن نرسم له صورة بسيطة. وليست هناك وسيلة أكثر فعالية لرؤية الحلول الخفية من التقاط قلم ورسم أجزاء المشكلة».
أراد دان روم أن يثبت أن مجرد صورة بسيطة يمكن رسمها على ظهر منديل متواضع قد تكون أكثر فعالية من أكثر عروض الباوربوينت براعة. يعلمنا روم من خلال كتابه كيفية توضيح الأفكار والترويج لأي فكرة باستخدام مجموعة بسيطة من الأدوات بفضل خبراته التي تزيد عن العشرين عاماً. يكشف روم أن كل إنسان يمتلك موهبة التفكير البصري، حتى أولئك الذين يقسمون أنهم لا يستطيعون الرسم، ويوضح كيف أن التفكير بالصور يمكن أن يساعد في اكتشاف وتطوير أفكار جديدة، وفي حل المشكلات بطرق غير متوقعة، وفي تحسين قدرتك على عرض أفكارك بشكل هائل.
قسم الكتاب إلى أربعة أجزاء: 
- الجزء الأول: المقدمة
- الجزء الثاني: اكتشاف الأفكار
- الجزء الثالث: تطوير الأفكار
- الجزء الرابع: ترويج الأفكار